# Tin Star
Tin Star es una serie policiaca anglo-canadiense estrenada en 2017 y protagonizada por Tim Roth.
A finales del mismo año, antes de finalizar la primera temporada, comunicaron su renovación.

## Argumento
La historia arranca con un violento ataque a la familia Worth. Días antes, la familia está terminándose de adaptar a su nuevo pueblo en las Montañas Rocosas de Canadá. Provienen de Londres y buscan la tranquilidad de un pueblo apartado como ese, sobre todo por el pasado alcohólico de Jim, el padre, que es el nuevo jefe de policía, habiendo sido inspector en Londres.
El pueblo sería perfecto salvo por los trabajadores de una plataforma petrolífera cercana, que generan continuos conflictos, prostitución y tráfico de drogas. A pesar de todo, Jim y su equipo consiguen tener el pueblo bajo control.
Un día, la petrolera oferta al ayuntamiento y vecinos construir una refinería allí, lo que suscita una clara división entre los que ven una oportunidad económica y los que ven peligrar su calidad de vida. Jim se posiciona abiertamente entre estos últimos y trata de desenmascarar a la petrolera, de la que está seguro que está detrás de todo el crimen organizado que se nutre de los trabajadores.
Aquellos que se oponen empiezan a sufrir amenazas y ataques anónimos, incluidos Jim y su familia que temiendo por sus vidas, huyen del pueblo en coche, pero son atacados por un hombre armado cuando paran a repostar, siendo la escena inicial.
El hijo pequeño de los Worth muere y Ángela, la madre cae en coma. Solo sobreviven intactos Anna, la hija adolescente y Jim, que no puede evitar volver a beber, liberando su lado más violento, cruel y mezquino.
Jim trata de averiguar quién ha estado detrás del ataque, mientras Ángela se recupera milagrosamente y trata de ocultarle que ha vuelto a la bebida, con la complicidad de Anna, pero Ángela lo descubre y echa a Jim de casa. Esto acentúa la agresividad de Jim, que apalea a todo aquel que le molesta o necesita interrogar.

## Reparto
- Tim Roth: Jim Worth
- Genevieve O´Reilly: Angela Worth
- Abigail Lawrie: Anna Worth
- Christina Hendricks: Elizabeth Bradshaw
- Ian Puleston-Davies: Frank
- Oliver Coopersmith: Simon
- Lynda Boyd: Randy

## Temporadas y capítulos
- Primera temporada[4]

|    | TÍTULO                 | DIRECCIÓN       | GUION       |
| -- | ---------------------- | --------------- | ----------- |
| 1  | Diversión y risas      | Rowan Joffe     | Rowan Joffe |
| 2  | El niño                | Marc Jobst      | Rowan Joffe |
| 3  | Comodidad de extraños  | Alice Troughton | Rowan Joffe |
| 4  | Jack                   | Marc Jobst      | Rowan Joffe |
| 5  | Cebo                   | Alice Troughton | Rowan Joffe |
| 6  | Cucú                   | Grant Harvey    | Rowan Joffe |
| 7  | La revelación          | Gilles Bannier  | Rowan Joffe |
| 8  | Que éste sea el verso  | Grant Harvey    | Rowan Joffe |
| 9  | Un chico afortunado    | Craig Viveiros  | Rowan Joffe |
| 10 | Mi amor es la venganza | Gilles Bannier  | Rowan Joffe |